# Asasp-Arros
Asasp-Arros è un comune francese di 533 abitanti situato nel dipartimento dei Pirenei Atlantici nella regione della Nuova Aquitania.
Il territorio comunale è attraversato dalla gave d'Aspe, affluente della gave d'Oloron.

## Società

### Evoluzione demografica
Abitanti censiti